# 飯島英胤
飯島 英胤（いいじま ひでたね、1935年5月5日 - ）は日韓経済協会第七代会長、株式会社東レ特別顧問。 

## 来歴・人物
早稲田大学教育学部卒業。1959年、東洋レーヨン（現・東レ）に入社。同社入社後は主に人事、労務畑を歩み、同社の人事政策の策定に携わる。人事部長、経営企画室長、東レ経済研究所社長・会長、東レ代表取締役副社長などを経て、2003年6月より現職。社団法人日韓経済協会会長を務めるとともに日本経団連統計部会長、日本軽金属社外取締役、日本バレーボール協会副会長も兼務する。また、「製造業のあり方を考える会」の会員（他の会員は千速晃新日鉄会長や張富士夫トヨタ自動車会長ら計12名）や各種の政府審議会委員を歴任。
2011年、韓国政府から修交勲章光化章を贈られた。

## 日韓経済協会会長としての発言
2006年9月21日開催の『毎日経済東京フォーラム』において、「日本の新内閣で、日韓自由貿易協定早期妥結へ話し合いを進めて欲しい」と発言。安倍晋三内閣に日韓関係改善を期待する声明を発表した。